# 演藝家中介
《演藝家中介》（韓語：연예가중계）是韓國KBS的綜藝節目，末代主持人由申賢俊、李惠成共同擔任，各集會採訪其他藝人明星，節目以聚焦韓國演藝或綜藝熱門焦點為主。由於收視率一直下降，高層於2019年末考慮結束這個長達36年的節目。